# Herb gminy Trzebownisko
Herb gminy Trzebownisko – jeden z symboli gminy Trzebownisko, ustanowiony 7 lipca 2000.

## Wygląd i symbolika
Herb przedstawia na tarczy dzielonej z prawa w skos zielonym pasem w polu lewym górnym na błękitnym tle srebrnego ptaka w locie, natomiast w polu prawym dolnym na różowym tle srebrny krzyż kawalerski (nawiązujący do Rzeszowa). 